# ورزشگاه اینوستورز گروپ فیلد
ورزشگاه اینوستورز گروپ فیلد یک ورزشگاه فوتبال واقع در وینیپگ، منیتوبا ،کانادا است. این ورزشگاه که در سال ۲۰۱۳ افتتاح شد در پردیس دانشگاهی دانشگاه منیتوبا و در کنار ورزشگاه دانشگاه قرار دارد. این ورزشگاه متعلق به شرکت تریپل بی استادیوم است. ورزشگاه گروپ فیلد ورزشگاه خانگی تیم وینیپگ بلو بامبرز است.